# عمرو البار
عمرو البار لاعب كرة قدم سعودي، يلعب في خط الدفاع.

## مسيرة اللاعب
لعب سابقاً في الفئات السنية في النادي الأهلي ونادي نجران ونادي الزلفي ونادي الذهب.